# Československá pošta

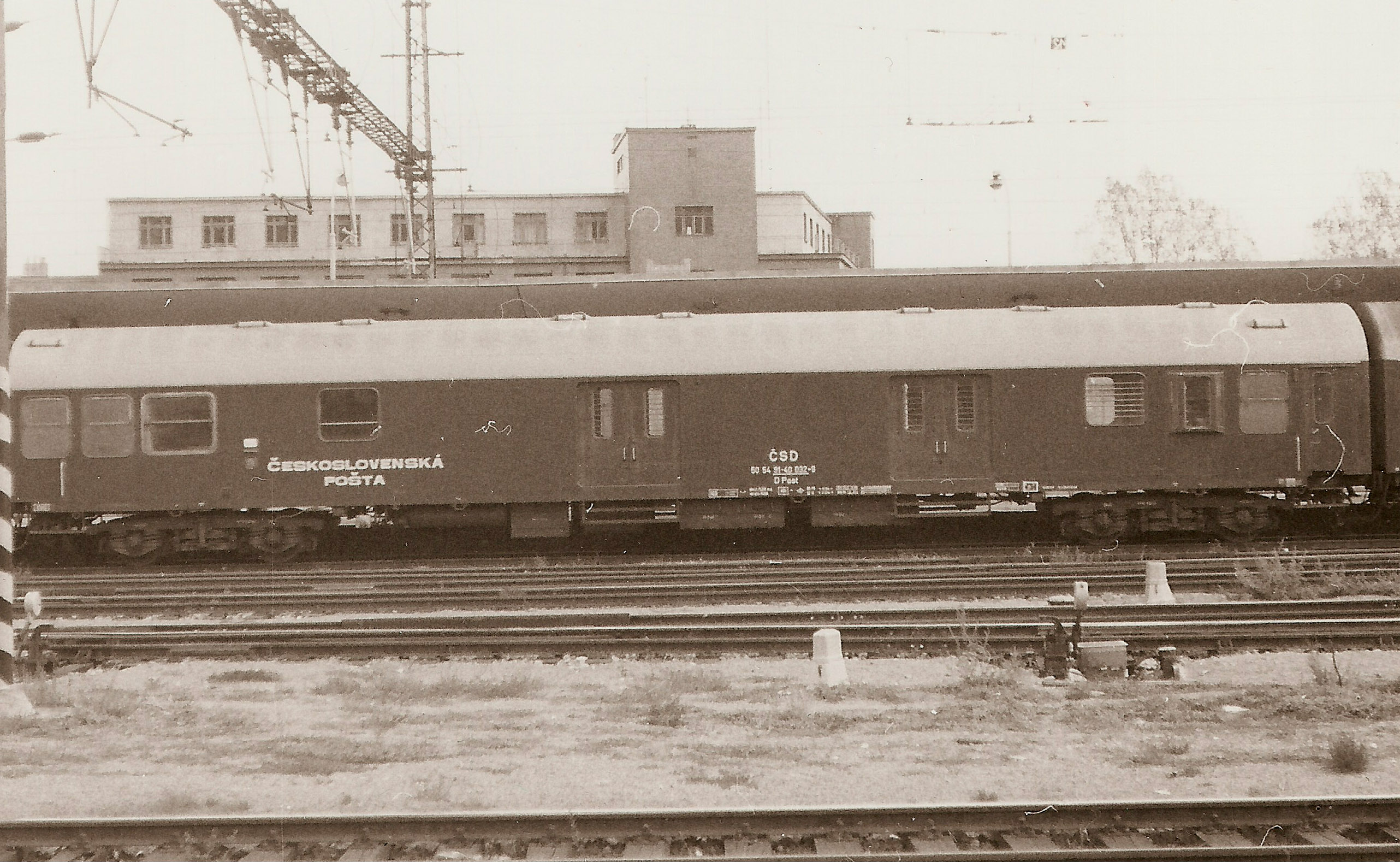
Železniční poštovní vůz Československé pošty z roku 1972, fotografováno kolem roku 1991

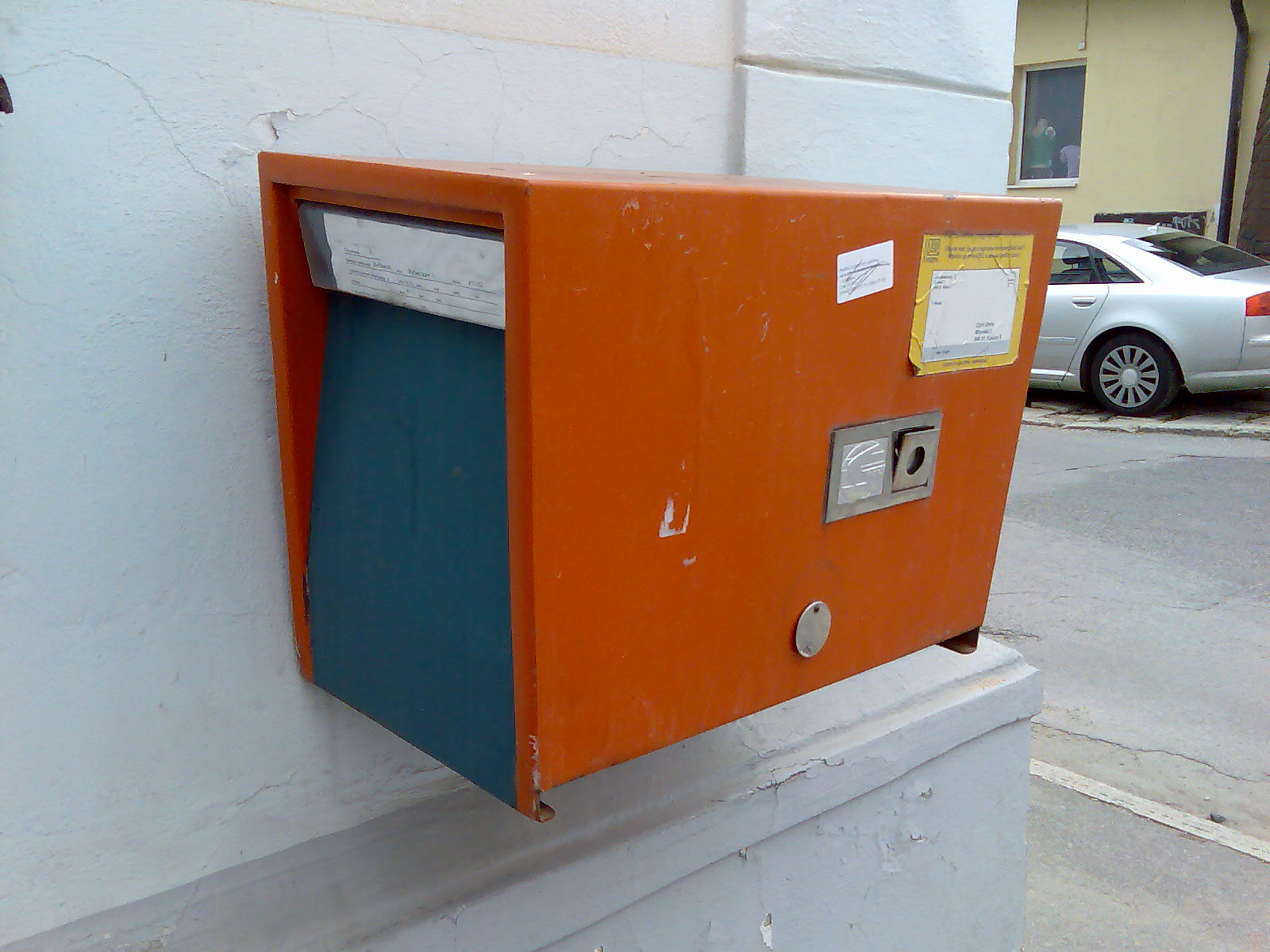
Československé poštovní schránky na Slovensku dožívají mnoho let po zániku federace

Československá pošta byl státní podnik, od roku 1949 národní podnik, zajišťující poštovní služby na území Československé republiky. Jeho právní a organizační forma se po dobu existence Československa měnila.

## Historie
Po vzniku Československa vykonávalo od 13. listopadu 1918 československou poštovní správu (spolu s telegrafním, telefonním i radiokomunikačním provozem) Ministerstvo pošt a telegrafů. Státní podnik Československá pošta byl vytvořen 1. ledna 1925. V roce 1932 dostal podnik nový číselník svých objektů, který platil do roku 1939. Za Protektorátu spadala poštovní služba pod protektorátní ministerstvo dopravy a listopadu 1942 pod nově zřízené ministerstvo dopravy a techniky.
Po roce 1945 bylo obnoveno ministerstvo pošt i státní podnik Československá pošta. V roce 1949 byl vydán Zákon 151/1949 Sb., o Československé poště, národním podniku a z Československé pošty se stal národní podnik. V roce 1953 byl národní podnik Československá pošta zrušen a pošta byla řízena ministerstem spojů, které vzniklo dne 1. května 1953 z ministerstva pošt.  Od roku 1963 nespadala pošta pod žádné ministerstvo, byla řízena Ústřední správou spojů.
Ústavním zákonem č 143/1968 Sb. ze dne 27. října 1968, o československé federaci, bylo mj. stanoveno, že do působnosti Československé socialistické republiky:patří:
- vydávání poštovních tarifů,
- stanovení jednotných pravidel poštovního provozu,
- vypracování koncepce rozvoje soustavy pošt.

Ústavním zákonem č 171/1968 Sb., o zřízení federálních ministerstev a výborů, byl ke dni 1. ledna 1969 ustanoven Federální výbor pro pošty a telekomunikace v čele s ministrem – předsedou.
Ústavním zákonem č 126/1970 Sb. bylo ke dni 1. ledna 1971 zřízeno Federální ministerstvo spojů, byla zrušena republiková ministerstva a byla zřízena ústřední ředitelství spojů. V roce 1988 bylo sloučeno Federální ministerstvo spojů s Federálním ministerstvem dopravy do Federálního ministerstva dopravy a spojů. Po pádu komunistického režimu v roce 1989 byla ústřední ředitelství spojů v Praze a v Bratislavě přejmenována na správy pošt a telekomunikací a byla přeměněna na státní podniky.
Po rozdělení Československa vznikl na území České republiky od 1. ledna 1993 státní podnik Česká pošta, na Slovensku Slovenská pošta.

## Činnost podniku
Podnik zajišťoval sběr, přepravu a doručování poštovních zásilek prostřednictvím svých poštovních úřadů (pošt). Zajišťoval také tisk a prodej poštovních známek a cenin
V roce 1950 vznikla Poštovní filatelistická sluba (Pofis), která zajišťovala prodej známek filatelistům. V roce 1953 vznikla Poštovní novinová služba (PNS), která zajišťovala rozšiřování tisku.
Od roku 1956 byl pověřen přijímat sázenky nově vzniklého státního podniku Sazka. O rok později k Sazce přibyly i sázenky Sportky.

## Vydávání poštovních známek
První samostatné československé poštovní známky byly dodány na trh v prosinci 1918 a postupně nahradily známky Rakousko-Uherska.
Po druhé světové válce vydávala Československá pošta poštovní známky podle zákona (§10, odstavec, 4, zákon č. 222/1946 Sb., o poště (poštovní zákon), ze dne 13. prosince 1946).